# Bratunac
Bratunac (v srbské cyrilici Братунац) je město a sídlo opštiny v Republice srbské, v Bosně a Hercegovině. Nachází se v východní části země, v údolí řeky Driny. Má 8 359 obyvatel.

## Historie
Bratunac je poprvé připomínán k roku 1381. Samotné město vzniklo až na konci 19. století v souvislosti s průmyslovým i technologickým rozvojem Bosny a Hercegoviny po příchodu rakouské správy. Jeho vznik umožnila výstavba školy v roce 1888, ale také hlavně začátek pěstování tabáku a jeho organizovaný prodej továrnám na výrobu cigaret v okolí. V roce 1926 zde byl vybudován most přes řeku Drinu a o rok později se z původní vesnice stala obec, sídlo opštiny. V roce 1926 byl vybudován most přes řeku Drinu a o rok později získalo sídlo statut samostatné obce (opštiny). Na druhé straně řeky Driny, na území Srbska, se nachází město Ljubovija. S ním je kromě původního mostu z první poloviny 20. století spojen i druhým mostem, který byl zprovozněn v roce 2020.